# Bazilica Bunei Vestiri din Nazaret
Bazilica Bunei Vestiri din Nazaret (în latină: Basilica Annuntiationis, în arabă: كنيسة البشارة Kanisat Al-Bishara, în ebraică: כנסיית הבשורה  - Knesiat Habessorá) este o biserică catolică în centrul orașului Nazaret, în nordul Israelului. Ea a fost ridicată deasupra locului unde tradiția creștină catolică consideră că ar fi fost casa Fecioarei Maria și unde arhanghelul Gabriel i s-ar fi înfățișat, aducându-i vestea ca îl va zămisli pe Isus, eveniment  cunoscut ca Buna Vestire.
Excavații arheologice în acest loc au evidențiat ruinele a trei biserici antice, care au fost ridicate una după cealaltă. Locul a servit ca lăcaș de cult încă înainte de vremea lui Isus. El se afla  atunci în sudul satului antic Nazaret. Săpaturile au descoperit vestigiile unor case de locuit, fântâni și hambare.  
Actuala clădire a fost planificată pentru Custodia franciscană a Țării Sfinte de către arhitectul italian Giovanni Muzio, și a fost inaugurată în anul 1969. Asociatul israelian al lui Muzio a fost arhitectul Itzhak Moshe Levkovicz, care a fost elevul acestuia la Politehnica din Torino, până ce și-a încheiat studiile în 1940 și a emigrat în Palestina. Construcția a fost executată de compania israeliană Solel Bone, sub conducerea inginerului Shlomo Lopatin. Bazilica se recunoaște prin cupola ei mare și conică și de culoare gri, în vârful ei aflându-se un candelabru în chip de far. Ea a devenit unul din semnele de reper ale Nazaretului. În perimetrul ei se mai află o mănăstire franciscană, precum și Biserica Sfântul Iosif.